# 善意の第三者 (真心ブラザーズのアルバム)
『善意の第三者』（ぜんいのだいさんしゃ）は、THE 真心ブラザーズの4枚目のアルバム。1992年12月2日にKi/oon Recordsから発売された。

## 解説
THE 真心ブラザーズ名義としては最後のオリジナルアルバムである。
ジャケットやブックレットには電話ボックスが写っており、歌詞カードの最後には「電話ボックス内にチラシを貼ったりすることはいけないことです。良い子の皆さんは決して真似しないで下さい。/THE 真心ブラザーズ」という注意書きがある。
「イントロダクション〜耄碌はやってくる」では、横森良造がアコーディオンを演奏している。

## 収録曲
1. イントロダクション〜耄碌はやってくる
作詞・作曲・編曲：桜井秀俊、作曲（イントロダクション）：鈴木邦彦
2. 老後
作詞・作曲：倉持陽一、編曲：桜井秀俊・須貝直人
3. ねたきり老人
作詞・作曲・編曲：倉持陽一
4. 92歳のおじいさん
作詞・作曲：倉持陽一、編曲：桜井秀俊
5. 旅の夢
作詞・作曲：倉持陽一、編曲：桜井秀俊
  - ベストアルバム『GOODEST』にも収録された。
6. のこりカスNo.5
作詞・作曲：桜井秀俊、編曲：山下洋輔ニュートリオ・桜井秀俊
7. 朝顔日記
作詞・作曲：倉持陽一、編曲：THE 真心ブラザーズ
8. 秋風
作詞・作曲：倉持陽一、編曲：桜井秀俊
9. ゆめ
作詞・作曲：倉持陽一、編曲：THE 真心ブラザーズ
10. 真夏といえども (アルバムバージョン)
作詞・作曲・編曲：桜井秀俊
  - 7thシングル。ローソン「あなたを見てるから」キャンペーンCF曲。
  - ベストアルバム『けじめの位置 〜栄光の軌跡II〜』にはこのバージョンで収録された。
11. 死にゃあしない
作詞・作曲：桜井秀俊、編曲：水江 "ヨーカン" 洋一郎
12. 毎日
作詞・作曲：倉持陽一、編曲：桜井秀俊
13. 月夜
作詞・作曲：倉持陽一、編曲：THE 真心ブラザーズ
14. ぬるり男
作詞・作曲：倉持陽一、編曲：桜井秀俊
  - 8thシングル「花のランランパワー」のカップリング曲としてこの曲のライブバージョンが収録された。